# Jan Sobieski pod Wiedniem
Jan Sobieski pod Wiedniem (Zwycięstwo pod Wiedniem) – obraz Jana Matejki namalowany w latach 1882–1883, znajduje się obecnie w Pałacu Apostolskim (Sala del Sobieski).
Pierwsze szkice do obrazu Matejko zaczął malować w 1879. W Domu Jana Matejki w Krakowie przechowywany jest szkic olejny do tego obrazu namalowany w 1880. Ostateczną wersję obrazu zaczął malować Matejko pod koniec 1882. W dniu 200 rocznicy zwycięstwa pod Wiedniem 12 września 1883 obraz został wystawiony w Wiedniu. Austria przedstawiała wówczas to zwycięstwo jako swoją wiktorię, Matejko postanowił pokazać obraz w Wiedniu, aby podkreślić zasługi polskiego króla i wojska w rozegranej bitwie. Za swoje własne pieniądze wynajął salę, w której zaprezentował swoje dzieło, wstęp zaś na pokaz obrazu był bezpłatny, co w tamtych czasach było absolutnym ewenementem, dzięki temu posunięciu nie tylko rodzina cesarska, ale także zwykli mieszkańcy Wiednia mogli zobaczyć obraz. W grudniu 1883 Matejko wraz z polską delegacją (w jej skład wchodzili m.in.: Artur Władysław Potocki, Stanisław Kostka Tarnowski, Władysław Chotkowski) udał się do Rzymu, gdzie wręczył obraz papieżowi Leonowi XIII nie jako własne dzieło, ale jako dar narodu polskiego.
W tym samym czasie, Komitet jubileuszu Matejki i zakupna obrazu Jan Sobieski pod Wiedniem zbierał fundusze na zakup obrazu, ale podczas obchodów 200 rocznicy odsieczy wiedeńskiej Jan Matejko poinformował, że postanowił w imieniu narodu polskiego podarować obraz papieżowi. Decyzja ta zaskoczyła komitet, który po nadzwyczajnym zebraniu w dniu 13 września 1883 roku podał informację, że poprosi Matejkę o namalowanie kopii obrazu, a gdyby ten się nie zgodził to o namalowanie innego obrazu o treści historycznej, który zostanie podarowany Muzeum Narodowemu w Krakowie. Ustalił również, że nadal będzie prowadził zbiórkę funduszów, a do 1 listopada 1883 roku każdy kto złożył składkę będzie mógł poprosić o jej zwrot. W grudniu 1883 roku komitet podał, że wycofano tylko 360 złr z zebranych do 1 grudnia 32 234 złr. Obraz zastępczy, który powstał w ten sposób, to Kościuszko pod Racławicami.
Obraz przedstawia scenę, podczas której król Jan III Sobieski siedząc na koniu wręcza list kanonikowi Denhoffowi, wysłannikowi papieża Innocentego XI, z wiadomością o pokonaniu wojsk tureckich u bram Wiednia.
W katedrze wawelskiej znajduje się srebrna płyta ukazująca zmniejszoną kopię obrazu Matejki. Płytę wykonał w 1888 roku złotnik Józef Hakowski.